# Каатаба
Каатаба (араб. قعطبة‎) — деревня на юго-западе Йемена, на территории мухафазы Эд-Дали.

## Географическое положение
Деревня находится в центральной части мухафазы, в горной местности йеменского хребта, на высоте 1344 метров над уровнем моря.
Каатаба расположена на расстоянии приблизительно 15 километров к северо-северо-западу (NNW) от Эд-Дали, административного центра мухафазы и на расстоянии 163 километров к юго-юго-востоку (SSE) от Саны, столицы страны.

## Население
По данным переписи 2004 года численность населения Каатабы составляла 10 604 человек.

## Транспорт
Через деревню проходит автодорога, соединяющая города Ярим и Эд-Дали. Ближайший аэропорт — Международный аэропорт Таиза.